# Molophilus perhirtipes
Molophilus perhirtipes là một loài ruồi trong họ Limoniidae. Chúng phân bố ở miền Australasia.